# Cameron Breadner
Cameron Breadner (* 13. Oktober 2000 in Paisley) ist ein schottischer Fußballspieler.

## Karriere
Cameron Breadner wurde im Jahr 2000 im schottischen Paisley geboren. Seine Fußballkarriere begann er in seiner Geburtsstadt beim FC St. Mirren, der etwa 10 km westlich von Glasgow beheimatet ist. Für die Saints spielte er bis zur U-20, bevor er am 15. Dezember 2018 sein Profidebüt in der ersten Mannschaft feiern konnte. Im Ligaspiel der Scottish Premiership gegen den FC Aberdeen wurde er in der 81. Minute für den früheren Liverpool-Spieler Adam Hammill eingewechselt.
Im April 2019 wurde Breadner für einen Monat an den Drittligisten FC Stenhousemuir verliehen. Von Februar bis Juli 2020 folgte eine Leihe zum Viertligisten Albion Rovers, bevor er weiter an Forfar Athletic verliehen wurde.